# Anna Cassel
Anna Maria Augusta Cassel, född 15 mars 1860 på Varnäs i Grythyttans socken, död 18 februari 1937 i Stockholm, var en svensk konstnär.
Cassel var dotter till bruksägaren Per August Cassel och Josefina Ramberg. Hon var det tredje barnet i en syskonskara av två pojkar och fem flickor. Hon var bosatt tillsammans med sin mor och systrarna Lotten och Emma på olika adresser på Östermalm i Stockholm.
Hennes konst består främst av landskapsmotiv från Jämtland, Västmanland och Stockholm särskilt Södermalm, utförda i olja eller tempera. Hon var medlem i Svenska Turistföreningen och blev på grund av allergi och astma en flitig så kallad "luftgäst" i Åre. Under dessa vistelser avbildade hon bland annat Åre gamla kyrka och Tännforsen.
Hon hade en livslång vänskap med konstnären Hilma af Klint. De möttes på Slöjdskolan 1879, året innan det bytte namn till Tekniska skolan (nuvarande Konstfack). Där studerade även Cornelia Cederberg. Cassel antogs 1880 på Konstakademien i Stockholm. Hon var djupt kristen men visade också intresse för spiritism. Cassel blev initierad medlem i Edelweissförbundet 1896. 1904 gick hon även med i Teosofiska Samfundets Stockholmsloge, där hennes syster Lotten Cassel blivit medlem redan 1895.
1896 grundades gruppen De fem av Cassel, Hilma af Klint, Cornelia Cederberg, den senares syster Mathilda Nilsson och Sigrid Hedman. Hedman var ett så kallat sovande medium och var från början ledare i gruppen. De fem mottog meddelanden genom en psykograf (ett instrument för inspelning av meddelanden från andar) eller ett transmedium. Under deras spiritualistiska sammankomster kom de i kontakt med andliga ledare, som lovade att hjälpa gruppens medlemmar i deras andliga träning. Andarna som kommunicerade med de fyra kvinnorna var främst Gregor, Georg, Clemens, Ananda och Amaliel. Dylika ledare är återkommande i andlig litteratur och spiritualistiska rörelser från denna tid. Genom de andliga ledarna inspirerades gruppen till automatisk skrift och tecknande, en teknik som inte var ovanlig vid den tiden och som surrealisterna använde sig av tio år senare (se automatism). I en serie skiss- och anteckningsböcker beskrivs seanserna. De innehåller religiösa scener och symboler i teckningar utförda kollektivt av medlemmarna i gruppen.
Gruppen De Fem upplöstes 1907. Cassel förblev dock af Klints främsta samarbetspartner i hennes arbete med Målningarna till Templet. Det är fortfarande oklart vem som gjort vad i det samlade verket. Hon lät 1917 uppföra en ateljé i anslutning till Villa Furuheim på Munsö där även af Klint var bosatt. Cassel flyttade 1922 till Lidingö.